# 2018.
◄ | 20. stoljeće | 21. stoljeće | 22. stoljeće | ►
◄ | 1980-ih | 1990-ih | 2000-ih | 2010-ih | 2020-ih | 2030-ih | 2040-ih | ►
◄◄ | ◄ | 2015. | 2016. | 2017. | 2018. | 2019. | 2020. | 2021. | ► | ►►
Arhitektura • Astronautika • Astronomija • Biologija • Film • Fotografija • Glazba • Kazalište • Kemija • Kiparstvo • Knjige • Književnost • Kršćanstvo • Meteorologija • Medicina • Planinarstvo • Politika • Pravo • Promet • Slikarstvo • Strip • Šport • Televizija • Znanost • Zrakoplovstvo • Željeznički promet
2018. (MMXVIII), osma je godina drugog desetljeća 21. stoljeća. Započela je i završila u ponedjeljak.
Proglašena je Međunarodnom godinom koraljnih grebena.

## Događaji

### Siječanj
- 1. siječnja
  - Bugarska preuzela šestomjesečno presjedanje Europskom unijom.
  - Unatoč strogim mjerama sigurnosti diljem svijeta, u novogodišnjoj noći u Engleskoj ubijene četiri osobe, a u Berlinu prijavljeno više desetaka seksualno motiviranih napada.
  - Temperaturni hladni val pogodio središnji i istočni dio SAD-a, kasnije se proširio i na Karibe i Kube.
- 1. – 3. siječnja: Prvotni prosvjedi protiv nezaposlenosti, visokih troškova i loših uvjeta života u Iranu prerasli u protuvladine prosvjede protiv teokratske vladavine i iranjske vanjske politike. Tijekom šest dana prosvjeda, koji su svoj vrhunac doživjeli 2. siječnja, ubijeno je 20 ljudi. Budući da su organizatori na prosvjede u gradovima diljem zemlje pozivali preko društvenih mreža, iranske vlasti su ih blokirale.
- 3. siječnja: Stručnjaci za računalnu sigurnost objavili dva najveća sigurnosna propusta "Spectre" i "Meltdown" u povijesti računarstva ugrađenih u mikroprocesore gotovo svih računala na svijetu.
- 7. siječnja: Održana 75. dodjela Zlatnog globusa koju je obilježile poruke pokreta Time's up! (Vrijeme je) za otkrivanje seksualnih prijestupa u Hollywoodu zbog čega su gotovo svi sudionici dodjele bili u crnom.
- 9. siječnja – Na proslavi blagdana crnog Nazarećanina (crnog Isusa) na Filipinima u tradicionalnoj procesiji sudjelovalo 18 milijuna katoličkih vjernika.
- 13. siječnja – Dežurne službe sigurnosti na Havajima izdale lažno upozorenje o mogućnosti nuklearnog napada što je uzrokovalo opću paniku na otočju.
- 24. siječnja – Kineski znanstvenici u časopisu Cell objavili rad o stvaranju dva identična klona, majmuna Zhong Zhong i Hua Hua za potrebe istraživanja genetskih bolesti.
- 26. siječnja – U bolničkom požaru u Južnoj Koreji poginulo 37 i ranjeno preko 130 ljudi.
- 27. siječnja
  - U bombaškom napadu u Kabulu poginulo 109, a ranjeno 247 ljudi.
  - U drugom krugu predsjedničkih izbora u Češkoj Miloš Zeman ponovno izabran za predsjednika.

### Veljača
- 1. veljače – U gvatemalskim prašumama arheolozi su otkrili preko 60 000 majanskih građevina.[1][2][3]
- 5. veljače – Burzovni indeks Dow Jones pao za 4,6% burzovnih bodova, što je najveći pad od Svjetske krize 2007.
- 14. veljače – Jacob Zuma dao ostavku na mjesto predsjednika Južnoafričke Republike nakon devet godina mandata.
- 25. veljače – Zatvorene XXIII. Zimske olimpijske igre u južnokorejskom Pyeongchangu. Norveški športaši s 39 osvojenih odličja oborili su rekord američkih športaša s igara 2010. i time se upisali u Olimpijsku povijest. Na svečanosti zatvaranja prisustvovali su i sjevernokorejski politički dužnosnici koji su najavaili zatopljavanje odnosa s Južnom Korejom.

### Ožujak
- 4. ožujka
  - Na parlamentarnim izborima u Italiji pobjedu odnijele euroskeptične i prosvjedne stranke.
  - Bivši ruski dvostruki agent Sergej Skripalj i njegova kći otrovani u Engleskoj, nakon čega dolazi do protjerivanja britanskih diplomata iz Rusije.
- 14. ožujka
  - Slovenski predsjednik vlade Miro Cerar dao ostavku nakon što je Vrhovni sud poništio referendum o pruzi Koper–Divača.
  - Slovački predjsednik vlade Robert Fico podnio ostavku zbog političke krize nastale nakon ubojstva novinara Jána Kuciaka.
- 18. ožujka – Na ruskim predsjedničkim izborima Vladimir Putin osvaja svoj četvrti mandat sa 72% glasova, najuvjerljivijom pobjedom dotad.
- 24. ožujka
  - 70.000 građana iz svih dijelova Hrvatske prosvjedovalo u središtu Zagreba protiv ratifikacije Istanbulske konvencije.
  - Hrvatski gimnastičar Tin Srbić osvojio svjetsko zlato u Dohi.
- 30. ožujka – Najuspješniji hrvatski šahist Ivan Šarić osvojio za Hrvatsku drugo europsko zlato (prvo je osvojio Kožul 2006.) i tako postao 53. igračem svijeta. Najviši je to dosad rejting bilo kojeg hrvatskog šahista.

### Travanj
- 12. travnja – Nakon prosvjeda u Zagrebu, oko 70.000 ljudi prosvjedovalo protiv ratifikacije Istanbulske konvencije na splitskoj rivi.
- 13. travnja – Hrvatski Sabor ratificirao Istanbulsku konvenciju većinom glasova zastupnika usprkos prosvjedima i žučnim raspravama u javnosti.
- 19. travnja – Miguel Díaz-Canel stupio je na dužnost predsjednika Kube, nakon 59 godina obitelji Castro na tom položaju.
- 28. travnja – Preminuo 23-mjesečni Alfie Evans, žrtva eutanazije u Ujedinjenom Kraljevstvu nakon višetjedne borbe britanske i svjetske javnosti za njegov život.

### Svibanj
- 12. svibnja -Pobjedu na Pjesma Eurovizije 2018. u Lisabonu odnosi Netta Barzilai iz Izraela.
- 22. svibnja – U 117 gradova diljem Argentine ukupno 3,5 milijuna ljudi istovremeno sudjelovalo u Hodu za život (šp. Marcha por la VIda) uoči izglasavanja zakona o produljenju ozakonjenja pobačaja do 14. tjedna trudnoće.
- 26. svibnja – Republika Irska na referendumu potvrdila ukidanje 8. amandmana Ustava prema kojem je pobačaj bio zabranjen.

### Lipanj
- 3. lipnja – U erupciji vulkana Volcán de Fuego u Gvatemali poginulo je najmanje 100 ljudi, oko 300 ih je ranjeno, a otprilike 200 nestalo.
- 3. lipnja – Deseci tisuća Baska načinili 202 kilometara dugačak ljudski lanac s ciljem pozivanja španjolskih vlasti na raspisivanje područnog referenduma za izglasavanje neovisnosti Baskije od Španjolske.
- 3. lipnja – Na paralmentarnim izborima u Sloveniji relativnu pobjedu odnijela Slovenska demokratska stranka na čelu s Janezom Janšom, no nedovoljno za samostalno sastavljanje Vlade.
- 9. lipnja – Povjesničar Sergej Prudovski otkrio uništavanje arhivske građe o pogubljenjima u gulazima od ruske tajne službe FSB-a izvavši buru u ruskoj i svjetskoj javnosti.
- 12. lipnja – Povijesni susret američkog predsjednika Donalda Trumpa i sjevernokorejskog vođe Kim Jong-una u Singapuru.
- 16. lipnja – Hrvatska nogometna reprezentacija pobijedila Nigeriju rezultatom 2:0. To je prva pobjeda Hrvatske u početnoj utakmici grupne faze SP-a nakon 1998. u Francuskoj.
- 21. lipnja – nogometna reprezentacija Hrvatske predvođena Zlatkom Dalićem pobijedila Argentinu rezultatom 3:0 na SP-u u Rusiji.
- 26. lipnja  – Hrvatska nogometna reprezentacija pobjedom nad Islandom na SP-u u Rusiji po prvi puta osigurala prvo mjesto u skupini. Nikada prije toga Hrvatska nije pobijedila treću utakmicu u grupi te imala sve 3 pobjede u prvoj fazi svjetskih prvenstava.

### Srpanj
- 1. srpnja – hrvatska nogometna reprezentacija u dramatičnoj utakmici osmine finala pobijedila Dansku na krilima sjajnih obrana Danijela Subašića nakon pucanja jedanaesteraca rezultatom 4:3 (1:1) na SP-u u Rusiji. To je prva pobjeda Hrvatske u nokaut fazi velikih natjecanja od 1998. Subašić je postao tek drugi golman u povijesti svjetskih prvenstava koji je obranio 3 jedanaesterca.
- 7. srpnja – nogometna reprezentacija Hrvatske u vrlo teškoj i dramatičnoj utakmici pobijedila domaćina prvenstva – Rusiju rezultatom 6:5 (2:2) i tako ušla u polufinale SP-a po drugi puta u povijesti. Pogodak u regularnom dijelu utakmice zabio je Andrej Kramarić, a u prvom produžetku Domagoj Vida. Hrvatska je tako postala tek druga reprezentacija svijeta, nakon Argentine, koja je dvjema utakmicama nokaut faze SP-a pobjeđivala jedanaestercima.
- 11. srpnja, na dan kada je bronca na SP-u u Francuskoj prije 20 godina pripala Hrvatskoj,[4] njezina nogometna reprezentacija je veličanstvenom pobjedom od 2:1 nad Engleskom ušla u finale SP-a u Rusiji. U 5. minuti Engleska je zabila iz prekršaja da bi Ivan Perišić zabio u 68. minuti, a Mario Mandžukić u 109. minuti. Ova se pobjeda smatra jednom od najvećih uspjeha hrvatskog sporta.[5]
- 15. srpnja Hrvatska je izgubila od Francuske rezultatom 2:4 u svom prvom finalu svjetskog prvenstva. Prvi gol, pri kojem je Francuska povela, bio je autogol Marija Mandžukića u 18. minuti, a Ivan Perišić je izjednačio 10 minuta poslije. U 35. minuti, Perišić u šesnaestercu igra rukom, te uz pomoć VAR-a dosuđen je jedanaesterac za Francuze kojeg Antoine Griezmann zabija u 38. minuti. U 59. minuti Pogba pogađa za 3:1, a u 65. minuti Mbappé zabija posljednji gol Francuske, za 4:1. Četiri minute poslije Mario Mandžukić pogreškom francuskog vratara Huga Llorisa zabija za konačnih 2:4. Unatoč rezultatu, Hrvatska je bila gotovo u potpunosti dominantna do trećeg pogotka Francuske. Na emotivnoj ceremoniji dodjele odličja nakon utakmice sudjelovala je i predsjednica Republike Hrvatske Kolinda Grabar-Kitarović, francuski predsjednik Emmanuel Macron, ruski predsjednik Vladimir Putin, te brojni drugi FIFA-ini uzvanici. Nakon utakmice Luki Modriću pripala je Zlatna lopta. Izabranici Zlatka Dalića napravili su ogroman iskorak kada je bilo najpotrebnije; Hrvatska je u kvalifikacijskoj grupi za SP bila na rubu ispadanja, a potom je smijenjen Ante Čačić i doveden Zlatko Dalić koji je pobjedom protiv Ukrajine 2:0, a potom i u dodatnim kvalifikacijama nad Grčkom 4:1, izborio smotru u Rusiji. Brojni nogometaši i nogometni treneri poput Ikera Casillasa, Alana Shearera, Jürgena Klinsmanna i Petera Schmeichela pa i nogometnih sudaca, osporavaju pobjedu Francuske zbog nepravednog suđenja argentinskog sudca Nestora Pitane. Brojni smatraju da je Griezmann simulirao, a da je igranje rukom Perišića bila posljedica namjernog udarca Matuidija u Perišićevu ruku.
- 16. srpnja nakon što su hrvatski nogometaši osvojili sjajno srebrno odličje na svjetskom prvenstvu, u Zagrebu je, na trgu bana Josipa Jelačića, održan povijesni doček pred više od 550 000 okupljenih hrvatskih navijača. Nogometaše je od slijetanja na zagrebačku zračnu luku "Franjo Tuđman" pa do trga bana Josipa Jelačića kroz cijeli dan pratilo više od pola milijuna ljudi.[6]
- 17. srpnja u promet je pušten novi most između otoka Čiova i kopna[7]
- 28. srpnja – Hrvatska vaterpolska reprezentacija pobjedom nad Italijom s 10:8 osvojila brončanu medalju na europskom prvenstvu u Barceloni. Time su naši vaterpolisti kompletirali medalje svake boje na europskim i svjetskim prvenstvima.

### Kolovoz
- 11. kolovoza – Hrvatski sportaši, braća Šime i Mihovil Fantela postali svjetski prvaci u jedrenju.
- 12. kolovoza – najuspješnija hrvatska atletičarka, Sandra Perković, osvojila peto europsko zlato i ušla u povijest kao prva peterostruka prvakinja neke atletske discipline na europskim prvenstvima.
- 30. kolovoza – Luka Modrić osvojio nagradu France Footballa za najboljeg igrača Europe u sezoni 2017./18.

### Rujan
- 2. rujna – U požaru nepoznatog uzroka uništena je skoro cjelokupna zbirka Brazilskog nacionalnog muzeja u Rio de Janeiru.[8]
- 15. rujna – Hrvatski sportaši Martin i Valent Sinković po četvrti put postali svjetski prvaci u veslanju.
- 16. rujna – Hrvatska teniška reprezentacija ušla u svoje treće finale Davis Cupa. Hrvatsku je u veliko finale odveo mladi Borna Ćorić.
- 24. rujna – Kapetan hrvatske nogometne reprezentacije i jedan od najvažnijih igrača Real Madrida – Luka Modrić, postao prvi Hrvat koji je osvojio FIFA-inu Zlatnu loptu, ali i prvi nogomaš u povijesti koji je u istoj godini osvojio nagradu za najboljeg igrača svjetskog prvenstva te Zlatne lopte France Footballa za najboljeg igrača Europe u sezoni 2017./18. i zlatnu loptu FIFA-e za najboljeg igrača godine.

### Studeni
- 8. studenoga – Najtrofejniji hrvatski nogometni klub GNK Dinamo nakon 49 godina izborio je europsko proljeće, točnije proljeće u Europskoj ligi, predvođen trenerom Nenadom Bjelicom
- 10. studenoga – Hrvatski sportaš Ivan Kvesić postao svjetski prvak u karateu.
- 25. studenoga – Hrvatska Davis Cup reprezentacija osvojila Davis Cup po drugi puta u svojoj povijesti. Zanimljivo, za trofej u finalu veličanstveno je pobijedila reprezentaciju Francuske s 3:1
- 26. studenoga – Ukrajinski predsjednik Petro Porošenko proglasio izvanredno stanje nakon incidenta u Kerčkom prolazu kod Krima
- 30. studenoga – preminuo je George H. W. Bush, koji je obnašao dužnost predsjednika SAD-a od 1989. do 1993. godine. Njegova supruga Barbara Bush preminula je iste godine, samo u travnju

### Prosinac
- 10. prosinca – Svemirska letjelica Voyager 2 izašla iz heliosfere i ušla u uvjete međuzvjedanog prostora.
- 21. prosinca – Britanski list The Guardian, sa sjedištem u Londonu, izabrao Luku Modrića za najboljeg igrača svijeta.
- 22. prosinca – Hrvatski kapetan Luka Modrić s Real Madridom osvojio Svjetsko klupsko prvenstvo.
- 31. prosinca – Luka Modrić u izboru Međunarodnog udruženja sportskih novinara (AIPS) proglašen najboljim sportašem u 2018. godini. Pobijedio je s 419 bodova, ispred dvojice najboljih tenisača Đokovića i Federera.

### Neodređeni nadnevak
- svibanj – lipanj: Tijekom predizborne kampanje u Meksiku ubijeno 70 kandidata iz različitih stranaka.

## Športski događaji
- od 12. do 28. siječnja: Europsko prvenstvo u rukometu – Hrvatska 2018.
- od 9. do 25. veljače: XXIII. Zimske olimpijske igre – Pyeongchang 2018.
- od 14. lipnja do 15. srpnja: Svjetsko prvenstvo u nogometu – Rusija 2018.

### Uspjesi Hrvatske
- svjetsko zlato gimnastičara Tina Srbića,
- europsko zlato šahista Ivana Šarića,
- svjetsko srebro hrvatske nogometne reprezentacije,
- zlatna lopta SP-a i zlatna lopta France Footballa Luke Modrića,
- europska bronca hrvatske vaterpolske reprezentacije,
- svjetsko zlato u jedrenju Šime i Mihovila Fantele,
- peto europsko zlato Sandre Perković,
- svjetsko zlato u karateu Ivana Kvesića,
- zlato hrvatske teniske reprezentacije u Davisovu kupu.

## Smrti

### Siječanj
- 1. siječnja – Željko Senečić, hrvatski slikar (* 1933.)
- 3. siječnja – Miroslav Miletić, hrvatski skladatelj i glazbeni pedagog (* 1925.)
- 5. siječnja – John Young, američki astronaut (* 1930.)
- 7. siječnja – France Gall, francuska pjevačica (* 1947.)
- 10. siječnja – Predrag Lucić, hrvatski novinar (* 1964.)
- 15. siječnja – Dolores O'Riordan, irska glazbenica i kantautorica (* 1971.)
- 16. siječnja
  - Jo Jo White, američki košarkaš (* 1946.)
  - Oliver Ivanović, srpski političar, ubijen u atentatu (* 1953.)
- 28. siječnja – Marijan Hanžeković, hrvatski odvjetnik (* 1952.)
- 31. siječnja – Rasual Butler, američki košarkaš (* 1979.)

### Veljača
- 4. veljače – John Mahoney, engleski glumac (* 1940.)
- 9. veljače
  - Nebojša Glogovac, srpski glumac (* 1969.)
  - Liam Miller, irski nogometaš (* 1981.)
- 12. veljače – Danko Radić, hrvatski košarkaški sudac i trener (* 1952.)
- 13. veljače – Princ Henrik od Danske, danski princ (* 1934.)
- 21. veljače – Billy Graham, američki baptistički svećenik (* 1918.)
- 21. veljače – Marko Kern, akademski slikar (* 1948.)

### Ožujak
- 3. ožujka
  - Roger Bannister, britanski atletičar i neurolog (* 1929.)
  - Sabit Hadžić, bosanskohercegovački košarkaš (* 1957.)
- 4. ožujka – Davide Astori, talijanski nogometaš (* 1987.)
- 7. ožujka – Davor Štambuk, hrvatski karikaturist (* 1934.)
- 10. ožujka – Ivan Pahernik, hrvatski pjesnik, karikaturist (* 1938.)
- 14. ožujka
  - Stephen Hawking, britanski fizičar (* 1942.)
  - Petar Stipetić, hrvatski general (* 1937.)
- 16. ožujka – Milan Vuković, hrvatski pravnik (* 1933.)
- 22. ožujka – Rene Houseman, argentinski nogometaš (* 1953.)
- 24. ožujka – Bruno Boban, hrvatski nogometaš (* 1992.)

### Travanj
- 6. travnja – Franc Kuzmič, slovenski muzeolog i povjesničar (* 1952.)
- 7. travnja – Božidar Smiljanić, hrvatski glumac (* 1936.)
- 8. travnja – Michael Goolaerts, belgijski vozač trka (* 1994.)
- 10. travnja – Jelena Jovanović-Žigon, srpska glumica (* 1933.)
- 13. travnja – Miloš Forman, američko-češki redatelj (* 1932.)
- 15. travnja – R. Lee Ermey, američki glumac (* 1944.)
- 16. travnja – Choi Eun-hee, južnokorejska glumica (* 1926.)
- 17. travnja – Barbara Bush, prva dama SAD-a, žena Georgea Busha (* 1925.)
- 20. travnja – Avicii, švedski glazbeni producent (* 1989.)
- 21. travnja – Verne Troyer, američki glumac (* 1969.)
- 27. travnja
  - Dragomir Tavra, hrvatski judaš (* 1961.)
  - Snježana Ušić, hrvatska odbojkašica (* 1962.)
- 28. travnja – Alfie Evans (* 2016.)
- 29. travnja – Luis García Meza, bolivijski predsjednik (* 1929.)

### Svibanj
- 3. svibnja – Afonso Dhlakama, mozambički političar i lider RENAMO-a (* 1953.)
- 7. svibnja – Miroslav Vardić, srpski nogometaš, jedan od legendi Hajduka (* 1944.)
- 11. svibnja – Zlatko Bourek, hrvatski akademik, slikar, kipar i filmski redatelj (* 1929.)

### Lipanj
- 1. lipnja – Sinan Sakić, srpski pjevač narodne glazbe (* 1956.)
- 2. lipnja – Tatjana Krajač, hrvatska novinarka (* 1979.)
- 6. lipnja – Kira Muratova, ukrajinska filmska redateljica (* 1934.)
- 7. lipnja – Željko Brkanović, hrvatski skladatelj, dirigent, pijanist i glazbeni pedagog (* 1937.)
- 8. lipnja – Anthony Bourdain, američki chef (* 1956.)
- 9. lipnja – Fadil Vokrri, kosovski nogometaš i tamošnji predsjednik nogometnog saveza (* 1960.)
- 12. lipnja – Renato Vrbičić, hrvatski vaterpolist (* 1970.)
- 18. lipnja – XXXTentacion, američki reper (* 1998.)
- 28. lipnja – Goran Bunjevčević, srpski nogometaš (* 1973.)

### Srpanj
- 14. srpnja – Dragutin Šurbek, hrvatski stolnotenisač (* 1946.)
- 15. srpnja – Rade Perković, hrvatski glumac, redatelj, intendant splitskog HNK-a (* 1938.)
- 16. srpnja – Marija Kohn, hrvatska glumica (* 1934.)
- 19. srpnja – Denis Ten, kazahstanski klizač (* 1993.)
- 20. srpnja – Nenad Vekarić, hrvatski povjesničar i akademik (* 1955.)[9]
- 21. srpnja – Špiro Milevčić, nogometni djelatnik (* 1934.)
- 29. srpnja
  - Oliver Dragojević, hrvatski glazbenik i kantautor (* 1947.)
  - Vibeke Skofterud, norveška nordijska skijašica (* 1980.)

### Kolovoz
- 1. kolovoza
  - Mary Carlisle, američka glumica (* 1914.)
  - Rick Genest, kanadski umjetnik (* 1985.)
- 13. kolovoza – Zvonko Bego, bivši nogometaš, zlatni olimpijac i legenda Hajduka (* 1940.)
- 16. kolovoza – Aretha Franklin, američka pjevačica (* 1942.)
- 18. kolovoza – Kofi Annan, ganski nobelovac i prvi Afrikanac na poziciji glavnog tajnika UN-a (* 1938.)
- 25. kolovoza – John McCain, američki političar (* 1936.)
- 31. kolovoza – Aleksandr Zaharčenko, ukrajinski proruski separatistički vođa (* 1976.)

### Rujan
- 4. rujna – Marijan Beneš, hrvatski boksač (* 1951.)
- 6. rujna – Burt Reynolds, američki glumac (* 1936.)
- 7. rujna
  - Mac Miller, američki reper (* 1992.)
  - Drago Grdenić, hrvatski akademik i kemičar (* 1919.)
- 16. rujna – Marko Malović, hrvatski katolički svećenik (* 1946.)
- 28. rujna – Predrag Ejdus, srpski glumac (* 1947.)

### Listopad
- 1. listopada – Charles Aznavour, francusko-armenski pjevač (* 1924.)
- 2. listopada – Jamal Khashoggi, saudijski novinar (* 1958.)
- 6. listopada – Montserrat Caballé, španjolska operna diva (* 1933.)
- 14. listopada
  - Patrick Baumann, švicarski košarkaški djelatnik u FIBA-i te MOO (* 1967.)
  - Milena Dravić, srpska glumica (* 1940.)
- 15. listopada – Paul Allen, američki investitor i suosnivač Microsofta (* 1953.)
- 18. listopada – Lisbeth Palme, švedska dječja psihologica i predsjednica UNICEF-a (* 1931.)
- 20. listopada – Wim Kok, nizozemski premijer (* 1938.)
- 27. listopada – Vichai Srivaddhanaprabha, tajlandski milijarder (* 1958.)

### Studeni
- 8. studenoga – Zvonimir Magdić, hrvatski športski novinar i publicist (* 1930.)
- 12. studenoga – Stan Lee, američki strip crtač (* 1922.)
- 26. studenoga
  - Bernardo Bertolucci, talijanski filmski redatelj (* 1941.)
  - Stephen Hillenberg, kreator animiranog crtića Spužva Bob Skockani (* 1961.)
- 30. studenoga
  - George H. W. Bush, 41. predsjednik SAD-a (* 1924.)
  - Dražen Vukov Colić, hrvatski diplomat, novinar i urednik (* 1944.)

### Prosinac
- 1. prosinca – Ken Berry, američki glumac (* 1933.)
- 2. prosinca – Aleksej Lomakin, mladi ruski nogometaš, suigrač našega Vedrana Ćorluke
- 3. prosinca – Milena Dapčević, srpska glumica (* 1930.)
- 8. prosinca
  - Milan Sijerković, hrvatski meteorolog (* 1935.)
  - Prerad Detiček, hrvatski kornist i glazbeni pedagog (* 1931.)
- 12. prosinca – Pavle Strugar, general JNA (* 1933.)[10]
- 13. prosinca
  - Božidar Stošić, srpski glumac (* 1937.)
  - Nancy Wilson, američka glazbenica (* 1937.)
- 23. prosinca
  - Mario Bazina, hrvatski novinar (* 1928.)
  - Tonko Lonza, hrvatski glumac (* 1930.)
- 24. prosinca – Stanko Poklepović, hrvatski nogometni trener (* 1938.)
- 27. prosinca
  - Jakša Fiamengo, hrvatski književnik, novinar, pjesnik i akademik (* 1946.)
  - Boško Božić, hrvatski košarkaški trener, osnivač KK Zagreb (* 1952.)
- 31. prosinca – Kazimir Katalinić, hrvatski povjesničar, publicist i emigrantski političar (* 1927.)

## U popularnoj kulturi
- Radnja filma Terminator: Spasenje (eng. Terminator: Salvation) iz 2009. se odvija godine 2018.
- Radnja filma Željezno nebo (fin. Rautataivas) iz 2012. se odvija godine 2018.

## Vanjske poveznice
|  | Zajednički poslužitelj ima još gradiva o temi 2018. |